# Teodor Nietupski
Teodor Nietupski (ur. 2 kwietnia 1931 w Janowie koło Sokółki, zm. 1 stycznia 2018) – polski specjalista w zakresie ekonomii rolnictwa, profesor nauk rolniczych.

## Życiorys
W 1956 ukończył studia na Wydziale Rolniczym Wyższej Szkoły Rolniczej we Wrocławiu i rozpoczął prace na tejże uczelni, z którą związany był do 2001. Piastował między innymi funkcję dyrektora Instytutu Ekonomiki i Organizacji Rolnictwa (od 1977), kierownika Katedry Ekonomiki i Organizacji Rolnictwa (1995–2001) czy przewodniczącego Komitetu Redakcyjnego Wydawnictw Uczelni (1979–1981). W latach 1970–1975 piastował funkcję prodziekana, a w latach 1975–1978 funkcję dziekana Wydziału Rolniczego na tejże uczelni, natomiast w latach 1981–1982 był jej prorektorem. Stopień doktora nauk rolniczych uzyskał w 1964, natomiast habilitację w 1969. Tytuł naukowy profesora nauk rolniczych uzyskał w 1982. 
Był między innymi członkiem Komitetu Ekonomiki Rolnictwa PAN i Komitetu Zagospodarowania Ziem Górskich PAN.
Został pochowany na cmentarzu parafialnym przy ul. Smętnej na Sępolnie.

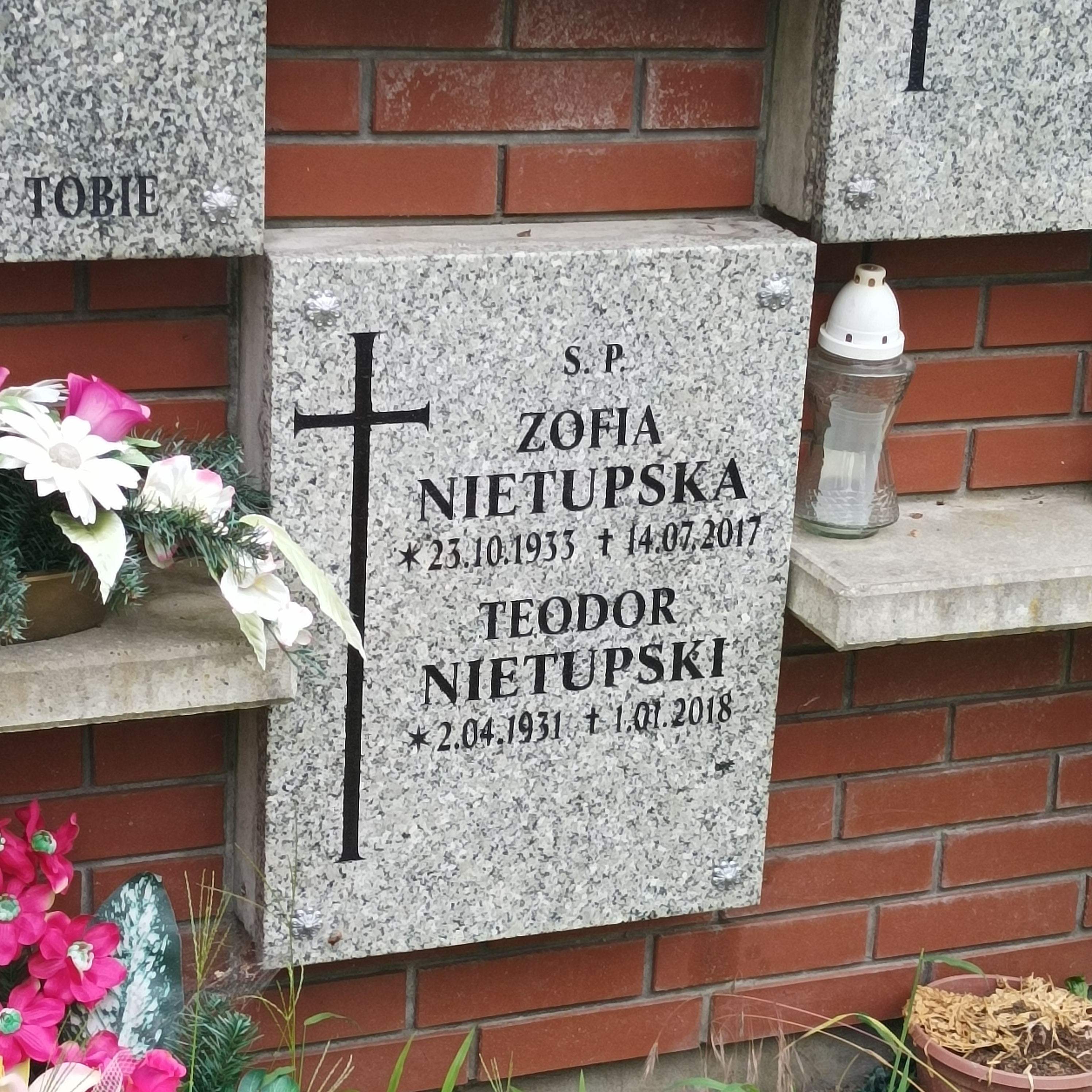
Grób prof. Teodora Nietupskiego w kolumbarium Cmentarza Świętej Rodziny we Wrocławiu

## Wybrane odznaczenia
- Krzyż Kawalerski Orderu Odrodzenia Polski[1],
- Złoty Krzyż Zasługi[1],
- Medal Komisji Edukacji Narodowej[1]